# Pierre Dartout
Pierre Dartout, né le 9 avril 1954 à Limoges, est un haut fonctionnaire français (préfet). Après avoir été préfet de la région Provence-Alpes-Côte d’Azur, préfet de la Zone de défense et de sécurité sud, préfet des Bouches-du-Rhône de 2017 à 2020, il est ministre d’État (chef du gouvernement) de la principauté de Monaco du 1er septembre 2020 au 2 septembre 2024.

## Biographie

### Etudes
Pierre Dartout est titulaire d'une licence de droit et est diplômé de l'Institut d'études politiques de Paris en 1975. Après avoir effectué son service militaire en 1977, il intègre une classe préparatoire aux concours de la haute fonction publique.
Il intègre l'École nationale d'administration l'année suivante, dans la promotion Voltaire, où il côtoie François Hollande, Ségolène Royal, Michel Cadot, Michel Delpuech, Jean-Pierre Jouyet, Michel Sapin ou Dominique de Villepin. Il sort 61e de sa promotion.

### Parcours professionnel

#### Haute fonction publique
Après avoir été nommé au ministère de l'Intérieur en tant qu'administrateur civil en 1980, Pierre Dartout occupe diverses fonctions comme chargé de mission, chef de bureau, directeur de cabinet ou sous-préfet. Secrétaire général de la préfecture du Calvados en 1992, il devient directeur adjoint du cabinet du ministre des Départements et Territoires d'Outre-mer Dominique Perben l'année suivante.
Dartout est nommé successivement préfet de la Guyane en 1995, des Pyrénées-Orientales en 1998, de la Drôme en 2000, des Pyrénées-Atlantiques en 2002 et du Var en 2004.

#### Ministre d'État de Monaco
Le 18 mai 2020, Pierre Dartout est désigné par le prince Albert II pour être le nouveau ministre d'État de Monaco, succédant à Serge Telle. Il prête serment et entre en fonction le 1er septembre suivant,.
Didier Guillaume lui succéde le 2 septembre 2024.

## Récompenses et distinctions

### Décorations
- Officier de la Légion d'honneur[Quand ?]
- Officier de l'ordre national du Mérite
- Commandeur de l'ordre de Saint-Charles (27 aout 2024)[10]